# فاليجراند
فاليجراند هي مدينة، في بوليفيا، تقع في Vallegrande Municipality ‏، بلغ عدد سكانها 16,837 نسمة.

## المناخ
يظهر الجدول التالي التغييرات المناخية على مدار السنة لفاليجراند:
| البيانات المناخية لـفاليجراند | البيانات المناخية لـفاليجراند | البيانات المناخية لـفاليجراند | البيانات المناخية لـفاليجراند | البيانات المناخية لـفاليجراند | البيانات المناخية لـفاليجراند | البيانات المناخية لـفاليجراند | البيانات المناخية لـفاليجراند | البيانات المناخية لـفاليجراند | البيانات المناخية لـفاليجراند | البيانات المناخية لـفاليجراند | البيانات المناخية لـفاليجراند | البيانات المناخية لـفاليجراند | البيانات المناخية لـفاليجراند |
| الشهر                         | يناير                         | فبراير                        | مارس                          | أبريل                         | مايو                          | يونيو                         | يوليو                         | أغسطس                         | سبتمبر                        | أكتوبر                        | نوفمبر                        | ديسمبر                        | المعدل السنوي                 |
| ----------------------------- | ----------------------------- | ----------------------------- | ----------------------------- | ----------------------------- | ----------------------------- | ----------------------------- | ----------------------------- | ----------------------------- | ----------------------------- | ----------------------------- | ----------------------------- | ----------------------------- | ----------------------------- |
| المتوسط اليومي °م (°ف)        | 18.8 (65.8)                   | 18.3 (64.9)                   | 17.9 (64.2)                   | 16.4 (61.5)                   | 15.3 (59.5)                   | 13.9 (57.0)                   | 13.8 (56.8)                   | 14.8 (58.6)                   | 16.8 (62.2)                   | 17.2 (63.0)                   | 18.4 (65.1)                   | 18.8 (65.8)                   | 16.7 (62.0)                   |
| الهطول مم (إنش)               | 129 (5.1)                     | 121 (4.8)                     | 85 (3.3)                      | 42 (1.7)                      | 20 (0.8)                      | 12 (0.5)                      | 11 (0.4)                      | 13 (0.5)                      | 22 (0.9)                      | 36 (1.4)                      | 73 (2.9)                      | 103 (4.1)                     | 667 (26.4)                    |
| المصدر: Climate-Data.org      |                               |                               |                               |                               |                               |                               |                               |                               |                               |                               |                               |                               |                               |